# MiG-19
Mikojan-Gurjevič MiG-19 (NATO naziv "Farmer") je sovjetski, jednosjedni mlazni lovac druge generacije. To je prvi Sovjetski zrakoplov koji je mogao u horizontalnom letu dostići brzinu zvuka.

## Razvoj
Do početka pedesetih godina 20. stoljeća sovjetski su stručnjaci uglavnom uspjeli usvojiti tehnička rješenja i primjenu tehnologija koje su dobili nakon osvajanja istočnih dijelova Njemačke. Prvi su rezultati tih usvajanja naprednih tehničkih rješenja, između ostalog, bili vidljivi već na lovcima MiG-15 i MiG-17, ali najveći je korak napravljen na MiG-u 19, prvome sovjetskom nadzvučnom lovcu koji je ušao u operativnu uporabu. Iako se u mnogočemu MiG-19 oslanjao na rješenja i ponajviše na iskustva stečena tijekom razvoja MiG-a 17, u svakom je pogledu bio napredniji od svog prethodnika. Danas mnogi zapadni poznavaoci zrakoplovstva tvrde da je MiG-19 bio neuspjeli borbeni avion, ali ostaje nepobitno da je još uvijek u operativnoj uporabi, gotovo šezdeset godina nakon prvog leta.

Razvoj novog, nadzvučnog sovjetskog lovca MiG OKB započeo je dok se pripremao ulazak MiG-a 17 u operativnu uporabu. Najveći nedostatak MiG-a 17 bio je (pre)slabi i preveliki motor, koji mu nije omogućavao probijanje zvučnog zida. Zbog toga je osnovni cilj bio konačno stvoriti lovački avion, koji će u vodoravnom letu moći letjeti brzinama većim od 1000 i nešto više km/h. Prvi pokušaj bio je avion I-350. Na njemu su testirani krila i repni vodoravni stabilizatori postavljeni pod kutom od 60 stupnjeva, te novi turbomlazni motori Ljulka TR-3A/AL-5 s aksijalnim kompresorima. I-350 je preuzeo naoružanje s MiG-a 17 - jedan top od 30 mm i dva od 23 mm. Planirana je gradnja dva gotovo jednaka prototipa. Jedina je razlika što je prvi trebao dobiti radar RP-1 Izumrud, a drugi radar Koršun. Prvi let, 16. lipnja 1951., obavio je najprije prototip s radarom Izumrud. Iako su motori otkazali odmah nakon polijetanja, pilot je uspio spasiti i sebe i avion. Bila su potrebna još četiri probna leta kako bi mjerodavni zaključili da motori AL-5 još nisu spremni za uporabu, te da se trebaju vratiti na doradu. Zbog toga je razvoj I-350 zaustavljen u kolovozu 1951. Zbog istog razloga nikad nije dovršen ni drugi prototip.

Istodobno s radom na I-350 MiG OKB je radio i na razvoju MiG-17 SM-1/I-340 - dvomotorne inačice opremljene motorima AM-5F. Iako su dva motora donijela neka poboljšanja u letnim mogućnostima, ali nisu bila dovoljno dobra u odnosu na "obični" MiG-17. Zbog toga je napravljen kompromis: motori iz projekta I-340 uporabit će se na avionu koji će imati neka rješenja, prije svega krila, iz projekta I-350. Rezultat je bio I-360, eskortni lovac za velike udaljenosti. Razvoj novog lovca službeno je odobren u kolovozu 1951.
Iako se temeljio na spajanju dvaju različitih projekata, I-360 je na kraju bio potpuno novi projekt, koji je tek u neznatnim pojedinostima bio sličan MiG-u 17. Pokretala su ga dva turbomlazna motora AM-5F, svaki maksimalnog potiska (s uključenim sustavom za naknadno izgaranje) od 26,5 kN. Naoružanje je premješteno iz nosa u korijene krila i sastojalo se od dva topa N-37D kalibra 37 mm. Unatoč tome što je novi položaj topova smanjivao njihovu preciznost, oni su ipak premješteni kako bi se smanjili problemi s ulaskom ispušnih plinova tijekom paljbe u usisnik zraka, ali i kako bi se olakšalo njihovo održavanje. Postavljena su strelasta krila pod kutom od 60 stupnjeva i zadržan usisnik u nosu, a vodoravni stabilizator postavljen na okomiti.

Napravljena su dva prototipa i jedan za testiranje čvrstoće konstrukcije. Prvi let prvi je prototip obavio 24. svibnja 1952., a već 25. lipnja probio je zvučni zid. Drugi je prototip prvi put poletio 28. rujna iste godine. Letna su testiranja pokazala da novi lovac ima dobre letne odlike. Najveći problem bili su vodoravni stabilizatori, koji su gubili učinkovitost pod visokim napadnim kutovima leta. Zbog toga je odlučeno da se premjeste na stražnji dio trupa. Povećan je i okomiti stabilizator. Iako je sovjetsko ratno zrakoplovstvo bilo više nego zadovoljno s I-360, stručnjaci MiG-a su tražili dodatno vrijeme kako bi unijeli veće izmjene i tako još više poboljšali avion. Jedna od najvećih izmjena bila je ugradnja motora Mikulin AM-9B/RD-9B, poboljšani i povećani AM-5F. RD-9B je davao 22,5 kN suhog potiska i 31,9 kN s uključenim sustavom za naknadno izgaranje. Novi je avion dobio tvorničku oznaku Izdelije SM-9.
Formalno odobrenje za razvoj SM-9 dano je sredinom kolovoza 1953., te je odlučeno da se istodobno napravi taktički lovac i presretač opremljen radarom. Napravljena su tri prototipa. Prvi je prvi put poletio 5. veljače 1954. Iako su letna testiranja uglavnom bila zadovoljavajuća, ipak su bila potrebna neka poboljšanja, koja su uglavnom izvedena na drugom prototipu. Treći je prototip zapravo bio predserijski primjerak, uglavnom dovršen u formi kakvu će imati serijski MiG-ovi 19. Po tadašnjoj uobičajenoj praksi, serijska proizvodnja MiG-a 19 odobrena je već sredinom veljače 1954., daleko prije nego što su letna testiranja dovršena, jer je sovjetsko ratno zrakoplovstvo forsiralo da što prije u operativnu uporabu uvede prvi pravi nadzvučni lovac. Do odgode početka serijske proizvodnje nije došlo ni kad su u nesrećama izgubljeni drugi i treći prototip. U oba slučaja piloti su se spasili. Zbog toga ne začuđuje što su prva dva serijska MiG-a 19 isporučena već u lipnju 1955. Već u kolovozu iste godine 48 MiG-ova 19 letjelo je iznad zrakoplovne izložbe Tušino. Otprilike u isto vrijeme NATO je objavio da je njegova oznaka za novi sovjetski lovac Farmer.
Kako početkom pedesetih godina prošlog stoljeća troškovi razvoja nisu bili problem MiG OKB je istodobno s razvojem I-360 razvijao i projekt I-370 opremljen motorima Klimov VK-7. Pošto je razvoj kasnio cijelu godinu, VK-7 se pokazao krajnje nepouzdanim. I-370 je ipak poletio 16. veljače 1955. Iako su mu letne odlike bile sasvim dobre, razvoj je otkazan, ponajviše zbog koncepcijske zastarjelosti motora VK-7 opremljenih centrifugalnim kompresorima.

## Dizajn
U početku serijske proizvodnje, MiG-19 je bio gotovo u potpunosti napravljen od aluminija. Strijela krila pod velikim kutom (neki izvori navode podatak od 55, a neki od 60 stupnjeva) imala su relativno malo opterećenje, što je MiG-u 19 davalo odlične manevarske mogućnosti u bliskoj zračnoj borbi. Zahvaljujući velikim aerodinamičnim pregradama (na svakom krilu po jedna) i Fowler zakrilcima osigurana je dobra pokretljivost u zračnoj borbi i pri malim brzinama. MiG-19 je bio srednjokrilac, omiljena konfiguracija MiG OKB-a, koja je primijenjena na MiG-ovima 15 i 17, ali i na MiG-u 21. Tek će MiG-23 dobiti "pravu" lovačku konfiguraciju visokokrilca. Klasični dvodijelni vodoravni stabilizatori postavljeni su povišeno u odnosu na krila kako se ne bi nalazili u njihovoj struji zraka. Odmah nakon krila postavljene su velike zračne kočnice, na svaku stranu trupa po jedna.
Gorivo se nosilo samo u četiri spremnika u trupu, jer u tankom krilu nije bilo mjesta za spremnike za gorivo. Kako bi se osigurala što veća stabilnost tijekom polijetanja i slijetanja, noge glavnog stajnog trapa postavljene su vrlo široko, na sredini krila. Radi skraćenja puta kočenja, MiG-19 je dobio kočeći padobran, čiji je prostor za smještaj postavljen ispod motora.
Za razliku od prototipova, prvi serijski MiG-ovi 19 dobili su po tri topa NR-23 kalibra 23 mm. Uz dva topa smještena u korijenima krila, treći je smješten u nos aviona, doslovno ispod sjedala pilota. Zbog nosne noge stajnog trapa, top je malo pomaknut udesno u odnosu na os aviona. Prvi su primjerci dobili i male metalne štitnike, koji su trup i krila trebali zaštititi od vrelih plinova tijekom paljbe iz topova u krilima. Poslije su ti štitnici uklonjeni.

Iako je MiG-19 bio "čisti" lovac, ipak je na sredini krila, ispod aerodinamičke pregrade, dobio velike podvjesnike za nošenje bombi, raketa zrak-zemlja i odbacivih spremnika za gorivo zapremine 760 litara. Bliže trupu mogla su se postaviti još po dva nosača. Kako ne bi smetali glavnim nogama stajnog trapa, dobili su specifičan izvučeni oblik, a mogli su se rabiti za nošenje saćastih lansera. Letne odlike MiG-a 19 bile su odlične. Sovjetski su stručnjaci u stručnim internim ocjenama procjenjivali da je bolji i od izravnog konkurenta, američkog North American F-100 Super Sabrea. Međutim, piloti su bili mnogo manje oduševljeni novim lovcem, jer se pokazalo da ima tendenciju eksplodirati tijekom leta.
Uzrok su bili spremnici za gorivo ugurani u trup, posebno dva smještena ispod motora. Teoretski, gorivo u njima trebalo je služiti za dodatno odvođenje topline iz motora. U praksi, pregrijani bi motori zapalili gorivo u polupraznim spremnicima. Privremeno rješenje je bilo jednostavno - spremnici se nisu punili gorivom. Osim toga, piloti su se žalili na teške komande. Žalili su se i da, usprkos široko postavljenim nogama stajnog trapa, pri slijetanju ima tendenciju klizanja i zanošenja. Svi su ti nedostaci uočeni i tijekom testiranja prototipova. Međutim, kako je serijska proizvodnja odobrena prije završetka, projektanti ih nisu uspjeli otkloniti.

## Inačice

### MiG-19S, SF i R
Zbog toga je na brzinu napravljen MiG-19S(Farmer-C). Prvi je prototip prvi put poletio 16. rujna 1954., a u serijsku proizvodnju ušao je 1956. godine. MiG-19S je dobio veći okomiti stabilizator, te jednodijelne (all-moving) vodoravne stabilizatore, koji su na vrhovima dobili protuflaterske utege. Poboljšana je i avionika ugradnjom novih radiouređaja, poboljšanog radarskog ciljnika i navigacijskog sustava za velike udaljenosti, Svod. Prvi serijski MiG-ovi 19S zadržali su tri topa kalibra 23 mm, ali su vrlo brzo dobili znatno moćnije naoružanje od tri topa MR-30 kalibra 30 mm, u istok konfiguraciji. Ponovno su vraćeni i štitnici od vrućih ispušnih plinova. Kako su problemi s lošim hidrauličkim letnim komandama i spremnicima za gorivo bili pitanje loše izrade, a ne konstrukcijske pogreške, trebalo je više vremena da se isprave. Zbog toga je i MiG-19S brzo "došao na loš glas".

Manji broj MiG-ova 19S dovršen je kao izvidnički avioni MiG-19R. Jedina izmjena bila je uklanjanje topa iz nosa i ugradnja fotoaparata. Tako modificirani i dalje su bili opasni u zračnoj borbi. To prije što su dobili motore RD-9BF-1 koji su imali, zahvaljujući poboljšanom sustavu za naknadno izgaranje, 10% veći potisak u odnosu na originale.
Naravno, ubrzo su se motori RD-9BF-1 našli i u lovačkim avionima, koji su označeni kao MiG-19SF.

### MiG-19P
MiG-19S/SF je bio lovac za blisku zračnu borbu. Međutim, na osnovi MiG-a 19 razvijen je i presretač MiG-19P. Najveća razlika u odnosu na MiG-19S bila je ugradnja radara u nos aviona. Tvornička oznaka tog projekta bila je SM-7, a prvi od tri prototipa prvi je put poletio 28. kolovoza 1954. U odnosu na SM-9, SM-7 je dobio veći nos, u koji je smješten radar RP-1 Izumrud. Zbog toga je uklonjen top kalibra 23 mm. Zbog ugradnje radarskog prikaznika i kontrola povećan je i kokpit. U serijsku proizvodnju MiG-19P ušao je 1955. godine, a NATO ga je označio kao Farmer-B. Osim izmjena u nosu i kokpitu, MiG-19P je bio identičan MiG-u 19S. Kako je bio nešto teži, imao je i tek neznatno slabije letne odlike. Zbog toga su se piloti, koji nisu bili zadovoljni ni MiG-om 19S, još više bunili protiv MiG-a 19P. Ne toliko zbog nedostataka, koji su bili jednaki kao i na MiG-u 19S, već zbog ograničene vidljivosti prema naprijed zbog radarskog prikaznika, ali i kronične nepouzdanosti samog radara.

U početku su MiG-ove 19P opremali topovima NR-23, ali su ubrzo prešli na NR-30. Mogućnosti u zračnoj borbi znatno su se povećale (barem teoretski) kad je dio MiG-ova 19P modificiran za nošenje vođenih projektila zrak-zrak K13/AA-2 Atoll. S vremenom su dobili i znatno pouzdaniji radar RP-5 Izumrud, koji je donio i veći domet motrenja. Veći broj MiG-ova 19P naknadno je dobio i sustav za navođenje na ciljeve sa zemlje, Gorizont-1, te su označeni kao MiG-19PG.

### MiG-19PM i PML
Sredinom pedesetih godina prošlog stoljeća, postalo je jasno da je budućnost zračne borbe u vođenim projektilima zrak-zrak. Zbog toga je 1956. godine započeo rad na inačici MiG-a 19, koja će biti naoružana tim oružjem. Za tu namjenu modificirana su dva MiG-a 19P, a nova je inačica, kao MiG-19PM (Farmer-E) u operativnu uporabu uvedena 1957. godine. U osnovi, MiG-19PM je bio jednak MiG-u 19P, osim što su mu uklonili topove. Umjesto topova dobio je mogućnost nošenja do četiri vođena projektila zrak-zrak K-5M/RS-2/AA-1 Alkali. Umjesto radara RP-1 ugrađen je RP-2U, koji je bio prilagođen uporabi vođenih projektila. Zbog povećane mase i otpora zraka, MiG-19PM imao je slabije letne odlike (smanjenje maksimalne brzine i povećana nestabilnost), a ni pouzdanost prvih K-5M projektila nije bila zadovoljavajuća.

Manji dio MiG-ova 19P modificiran je za nošenje K-5M projektila, ali maksimalno dva. Tijekom šezdesetih godina 20. stoljeća, veći broj MiG-ova 19PM dobio je napredniji sustav za navođenje sa zemlje, Lazur, te su označeni kao MiG-19PML.

### Specijalne inačice i modifikacije
Američki pokušaji da špijuniraju Sovjetski Savez balonima potaknuli su razvoj inačice MiG-19SV. Uklonjena su dva topa, oklop oko kabine i zračne kočnice, a ugrađeni su jači motori RD-9BF. Jedan je MiG-19SV 6. prosinca 1956. oborio svjetski visinski rekord postigavši 20 740 metara. Iste je godine pokrenuta i serijska proizvodnja. Međutim, do tada su Amerikanci odustali od balona i okrenuli se špijunskom avionu Lockheed U-2.
 Prvi prelet Sovjetskog Saveza U-2 je obavio 4. srpnja 1956. Iako su sovjetski radari otkrili avion, ratno zrakoplovstvo nije moglo djelovati jer je letio previsoko. Obaranje U-2 postao je glavni prioritet, pa je MiG OKB na brzinu napravio MiG-19SU, koji je dobio dodatne raketne motore na tekuće gorivo. Motori su bili smješteni ispod trupa pa je polijetanje moralo biti "kao po jajima". Osim toga, tekuće je gorivo bilo korozivno i sklono samozapaljenju. Tako je MiG-19SU bio veća opasnost za pilote i zemaljsko osoblje nego za U-2. Iako je MiG-19SU mogao dosegnuti visine leta U-2, na njima je bio praktički neupravljiv. Osim toga, zbog nedostatka kisika često bi se ugasili motori. Zbog toga ne začuđuje što niti jedan MiG-19SU nije uspio oboriti U-2. I jedan dio MiG-ova 19P dobio je iste raketne motore, te su označeni kao MiG-19PU, ali nisu bili ništa više uporabljivi od MiG-ova 19SU. Na kraju je U-2 oboren vođenim projektilom zemlja-zrak. Pritom je sovjetskim projektilom oboren i jedan Mig-19. Nakon gubitka U-2, Amerikanci su ubrzo prešli na špijuniranje Sovjetskog Saveza satelitima.

MiG-19 je rabljen i za različita letna testiranja, između ostalog i za razvoj sustava za dopunu gorivom u letu. Odmah treba reći da ni jedan MiG-19 nikada nije operativno rabio taj sustav. Možda je najzanimljiviji eksperimentalni MiG-19 bio Izdelije SM-20. Sredinom pedesetih godina 20. stoljeća MiG OKB je započeo razvoj krstarećeg projektila Kh-20 (AS-3 Kangaroo), a kao osnova uzet je MiG-19. Zbog toga su dva prva MiG-a 19 preradili u testne letjelice Izdelije SM-20. Jedan je bio s pilotom, a jedan bez njega. Još dva MiG-a 19 prerađena su za potrebe testiranja krstarećeg projektila K-10 (AS-2 Kipper), a označeni su kao Izdelije SM-K.
Sredinom pedesetih godina 20. stoljeća MiG OKB je započeo s razvojem još naprednijeg lovca, koji će moći letjeti dva puta brže od zvuka. Pritom je veći broj MiG-ova 19 rabljen za testiranje različitih tehničkih rješenja, označenih kao prototipovi SM-12. Prva četiri prototipa poletjela su 1957. godine. U osnovi su bili MiG-19S, ali su imali nove usisnike za zrak u nosu. Dio je rabljen i za testiranje motora Sorokin R3-26. Daljnji korak bio je prototip SM-12PM, koji je poletio 1958. godine. On je već imao nos s promjenjivim presjekom, koji će se rabiti na MiG-u 21, i radar TsD-30. Uz to je dobio vođene projektile zrak-zrak AA-1 Alkali. Iste godine poletio je i SM-12PMU, koji se razlikovao samo po raketnim motorima za smanjenje dužine poletne staze.

Od 1958. do 1961. češka tvrtka Vodočodi izrađivala je MiG-19S po licenciji, te ih je označila kao Avia S-105. Zapravo je izrađivala samo trup i obavljala montažu, dok su svi ostali dijelovi, uključujući i motore, dolazili iz Sovjetskog Saveza.
Najveći i najustrajniji korisnik MiG-a 19 nije bilo sovjetsko ratno zrakoplovstvo, već kinesko. Zahtjev za kupnju licencije za MiG-19P Kinezi su poslali u Moskvu tek početkom 1958., a prvi "kineski" J-6 bio je dovršen već u prosincu iste godine. Naravno, radilo se o avionu koji je samo sastavljen u pogonima tvrtke Šenjang. Prvi pravi kineski J-6 Šenjang je dovršio u rujnu iduće godine. Kako je prošlost i sadašnjost kineskih J-6 dostatna za barem još jedan ovakav tekst, ostavit ćemo je za neku drugu prigodu.

## Povijest korištenja
Sovjetski MiG-ovi 19 vidjeli su malo borbenog djelovanja. Osim što su neuspješno pokušavali oboriti U-2, s vremena na vrijeme bi oborili i po koji američki avion za elektroničko špijuniranje koji bi "zalutao" u sovjetski zračni prostor. Iz postrojbi prve crte obrane sovjetski su MiG-ovi 19 povučeni već do kraja šezdesetih godina 20. stoljeća, a iz operativne uporabe do kraja sedamdesetih godina 20. stoljeća.

Kina je veći broj J-6 isporučila Sjevernom Vijetnamu. Oni su sudjelovali u malo zračnih borbi, i to samo 1972. godine. Ostvarili su tri obaranja uz deset izgubljenih aviona. Američki su piloti opisali MiG-19 kao pokretljiviji od MiG-a 21 i znatno brži od MiG-a 17. Zanimljivo je da su se vijetnamski J-6 sukobili 1979. s kineskima tijekom kineskog "kažnjavanja" Vijetnama zbog okupacije Kambodže.
Najviše borbenog djelovanja MiG-ovi 19 su vidjeli na Bliskom istoku. Egipatsko ratno zrakoplovstvo je prve MiG-ove 19 dobilo već 1958., a sirijsko 1962. godine. U oba slučaja već su bili zastarjeli u odnosu na tadašnje izraelske lovce. Zbog toga su egipatske "devetnaestice" borbeno djelovale tijekom građanskog rata u Jemenu, napadajući ciljeve na zemlji. Prva zračna borba MiG-ova 19 na Bliskom istoku zabilježena je 29. studenog 1966. Tad su se dva egipatska MiG-a 19 sukobila s dva izraelska Miragea IIIC. Izraelci su oborili oba napadača bez gubitaka. Sirijski i egipatski MiG-ovi 19 bili su u operativnoj uporabi tijekom Šestodnevnog rata 1967., ali ih je većina uništena na zemlji na samom početku sukoba. Preživjeli su oboreni u zračnim borbama. Usprkos tome izraelski su piloti ustvrdili da je MiG-19 bio opasan protivnik, odlične pokretljivosti i dobrog (topničkog) naoružanja.
Najintenzivniju borbenu uporabu MiG-19 je doživio tijekom Indijsko-pakistanskog rata u prosincu 1971. Zapravo su Pakistanci rabili kineske J-6 (F-6), koji su zapravo licencno proizvedeni MiG-ovi 19. Pakistansko ratno zrakoplovstvo je intenzivno rabilo F-6 i tijekom rata u Afganistanu, uglavnom kao presretače za obaranje sovjetskih i afganistanskih zrakoplova koji su ulazili u njihov zračni prostor.

## Inačice
MiG-19
- Prva produkcijska inačica naoružana s 3x 23 mm NR-23 topovima.

MiG-19P
- Inačica opremljena s RP-1 Izumrud radarom te strojnicama u krilima. U proizvodnju ulazi 1955.

MiG-19S
- Razvijena inačica MiGa-19P s dalekometnim navigacijskim susatvom "Svod" te naoružana s 3x 30 mm NR-30 strojnicama. U službu ulazi 1956.

MiG-19R
- Izviđačka inačica koja umjesto strojnica ima kamere te unaprijeđene RD-9BF-1 motore.

MiG-19SV
- Inačica za presretanje visoko letećih izviđačkih balona. U službu ulazi 1956.

MiG-19SU
- Inačica za presretanje špijunskih zrakoplova na velikim visinama (Lockheed U-2). Bila je opremljenja s dodatnim raketama kako bi dobila dodatni potisak. Od preojekta je odustano zbog teškoće kontroliranja zrakoplova pri velikim visinama.

MiG-19PM
- Inačica bez strojnica, naoružana s 4 Kliningrad zrak-zrak raketama.

SM-12
- Četiri prototipa za razvoj novog lovca (MiG-21).

Avia S-105
- Čehoslovačka verzija MiGa-19S.

LIM-7
- Poljska verzija MiGa-19.

Shenyang J-6
- Kineska verzija MiGa-19. Ova inačica je uvedena i u Pakistansko zrakoplovstvo pod oznakom F-6 te je naknadno modificirana da nosi američke AIM-9 Sidewinder rakete zrak-zrak.

## Tehničke karakteristike (MiG-19S)
Osnovne karakteristike
- posada: 1
- dužina: 12,5 m
- raspon krila: 9,2 m
- površina krila: 25.0 m2
- visina: 3,9 m

Letne karakteristike
- najveća brzina: 1.455 km/h
  - borbeni dolet: 685 km
- brzina penjanja: 180 m/s
- najveća visina leta: 17.500 m
- specifično opterećenje krila: 302,4 kg/m2
- motor: 2× Tumansky RD-9B ili RD-9BF-811 turbomlazna motora s naknadnim izgaranjem